# McLean (Teksas)
McLean – miasto w Stanach Zjednoczonych, w stanie Teksas, w hrabstwie Gray.